# Стоматологическая травма
Стоматологическая травма — это травма полости рта, и в частности зубов, губ и периодонта. 

## Типы
- Переломы зубов

- Нарушение эмали
- Трещины эмали
- Повреждения эмали и дентина
- Комплексный перелом зуба
- Корневой перелом зуба

- Повреждения периодонта

- Подвывих зуба
- Вывих зуба
- Интрузия зуба
- Отрыв зуба

- Разрыв мягких тканей, наиболее часто губ и десны

## Факторы риска
- Маленькие дети[2]
- Спорт, особенно контактные виды спорта
- Пирсинг в языке и губах[3]
- Военные тренировки[4][5]
- Острые изменения атмосферного давления, то есть стоматологические баротравмы,[6] которые могут влиять на аквалангистов[7] и авиаторов[8]
- Патологический прикус